# Улица Пугачёва (Астрахань)
У́лица Пугачёва — улица в историческом районе Коса в центральной части Астрахани. Начинается от улицы Анатолия Сергеева у Петровской набережной Волги и идёт с северо-запада на юго-восток параллельно улице Дантона. Пересекает улицы Максима Горького, Урицкого и Фиолетова и заканчивается у Адмиралтейской улицы к северу от Октябрьской площади напротив Астраханского кремля.
Улица почти целиком застроена малоэтажными зданиями дореволюционного периода.

## История
С 1837 года улица называлась Старой Кремлёвской, позднее также называлась 2-й Кремлёвской и Кремлёвским съездом, в 1920 получила своё современное название в честь Емельяна Ивановича Пугачёва.

## Застройка
- дом 11/30 —  памятник архитектуры Дом А. Г. Розенблюма (конец XIX — начало XX вв.)
- дом 15 —  памятник архитектуры Дом Д. К. Ганс и Л. К. Кузнецовой (конец XIX — начало XX вв.)

## Транспорт
В 40 метрах к юго-западу от окончания улицы Пугачёва находится остановка общественного транспорта «Октябрьская площадь — набережная реки Волги», на которой останавливаются маршрутные такси многих маршрутов.